# Adăpost pentru oamenii străzii

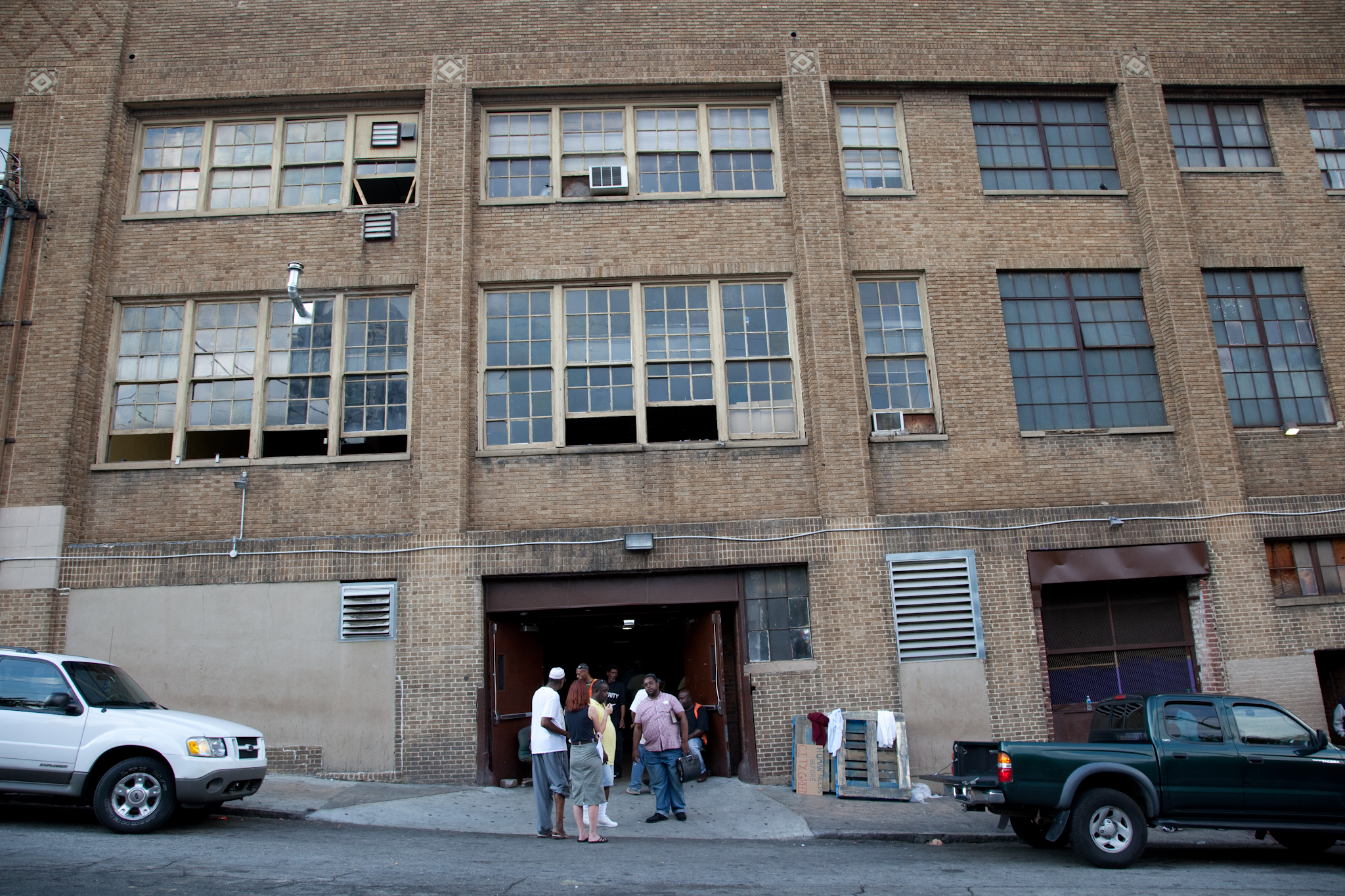
Adăpost Peachtree-pin din Atlanta, Georgia

Adăposturile pentru oamenii străzii sunt un tip de agenție de servicii, adăpost de noapte, centre de îngrijire pentru persoane fără adăpost care oferă rezidență temporară persoanelor și familiilor fără adăpost. Adăposturile există pentru a oferi locuitorilor siguranță și protecție împotriva expunerii la intemperii, reducând în același timp impactul asupra mediului asupra comunității. Ele sunt similare, dar se disting de diferitele tipuri de adăposturi de urgență, care sunt de obicei operate pentru circumstanțe și populații specifice - care țin de dezastre naturale sau circumstanțe sociale abuzive. Condițiile meteorologice extreme creează probleme similare cu scenariile de gestionare a dezastrelor și sunt gestionate în centre de încălzire, care funcționează de obicei pe perioade scurte de vreme nefavorabilă.

## Populația fără adăpost
Probleme de sănătate
Sute de persoane fără adăpost mor în fiecare an din cauza bolilor, a afecțiunilor medicale netratate, a lipsei de nutriție, a foametei și a expunerii la frig sau cald extrem. Într-un an în San Francisco cu iarnă blândă, în 1998, oamenii fără adăpost aveau probabil cu 58% mai multe șanse de a muri decât populația generală, norocul a fost că aceștia au avut unde sta. În New Orleans, aproximativ 10.000 de persoane fără adăpost nu au fost identificate după uraganul Katrina din 2005. Locuitorii adăposturilor pentru persoane fără adăpost pot fi, de asemenea, expuși la ploșnițe, care au devenit din ce în ce mai răspândite în țări precum Statele Unite, Canada și Europa.
Bărbați
Într-un sondaj național efectuat în Statele Unite ale Americii, constatările au arătat că dintre persoanele fără adăpost chestionate, două treimi sunt bărbați și cel mai probabil să fie adulți singuri cu vârste cuprinse între 25 și 54 de ani. 
Un bărbat din patru suferă violență domestică. În plus, bărbații tineri care au fost abuzați în copilărie au mai multe șanse să devină fără adăpost și riscă să devină fără adăpost cronic dacă nu trăiesc într-o situație permanentă până la vârsta de 24 de ani. 
Femei
Femeile sunt expuse unui mare risc atât de lipsă de adăpost, cât și de sărăcie, deoarece sunt cel mai probabil să aibă responsabilități legate de creșterea copiilor și sunt vulnerabile să devină victime ale membrilor familiei sau ale partenerilor intimi. Într-un sondaj efectuat în 2013, a arătat că într-un adăpost de urgență din Texas, femeile erau populația majoritară, deși aceasta nu este o tendință reflectată în majoritatea țării.

## Modele alternative și filozofii de management
Practică de locuință în primul rând
Adăposturile pentru oamenii străzii din întreaga țară acționează doar ca sisteme de adăposturi de urgență care pot ține doar o parte din populația fără adăpost în creștere rapidă. Practica Housing First oferă o alternativă la rețeaua actuală de adăposturi pentru persoane fără adăpost. Programul vizează marea problemă din Statele Unite, care este lipsa de locuințe la prețuri accesibile. Această metodologie încearcă să plaseze familiile fără adăpost înapoi în situații de viață independente cât mai repede posibil. Practica Housing First a obținut succes deoarece familiile fără adăpost sunt mai receptive la sprijinul serviciilor sociale o dată când se află în propria locuință. Oferă intervenție de criză, locuințe de închiriere la prețuri accesibile și oferă fiecărei familii o perioadă de grație de la șase luni până la un an de servicii sociale pentru a permite familiei să se redreseze. Eficacitatea acestui concept este că ajută familiile fără adăpost să-și identifice nevoile și să recunoască alegerile pe care trebuie să le facă. Din acest punct, familiile își pot crea opțiuni mai bune și pot planifica strategii pentru a trăi singure.
Adăposturi religioase
Misiunea de salvare din Milwaukee, Wisconsin , este un exemplu extrem de a ajuta oamenii fără adăpost prin religie. Pentru a primi o masă gratuită la Misiunea de Salvare, rezidenții trebuie să participe mai întâi la un serviciu de rugăciune creștină. Armata Salvării este o organizație de servicii de sprijin social, care funcționează și ca un grup religios. 

## Atitudini ale comunității
Atitudinea comunității față de adăposturile pentru persoane fără adăpost variază foarte mult, dar un studiu a constatat că persoanele în vârstă, bărbații, proprietarii de case și toate persoanele care obțin venituri mai mari au fost adesea contrarii față de conceptul de adăposturi pentru persoane fără adăpost în general. Cartierele din Calgary recunosc nevoia de adăposturi, dar mulți nu doresc să plaseze un adăpost lângă propriile case. Un răspuns similar a venit din partea locuitorilor din Oahu. În comunități precum Portland, Oregon, unde vremea poate fi destul de aspră, există o rețea extinsă de susținători. Aceștia lucrează într-un restaurant informal, cafeneaua „Sisters of the Road”, care sprijină atât locuitorii adăposturilor fără adăpost, cât și unele persoane neadăpostite. La capătul opus al spectrului, jurisdicții precum Santa Barbara, California , prezintă dispute în desfășurare într-un mod adesea extrem de conflictual. 
Disputele au ajuns chiar și la astfel de scheme precum reamenajarea băncilor pe trotuarele orașului pentru a descuraja operatorii. Într-un alt incident din 2011, un proiect de locuințe de sprijin cu opt unități , care fusese aprobat, a fost readus pe ordinea de zi a consiliului orașului săptămâna următoare, pentru a permite aproximativ 35 de comentarii publice pro și contra, în ciuda faptului că măsura tocmai fusese aprobată.
Au existat uneori îngrijorări ridicate cu privire la transmiterea bolilor la populația fără adăpost găzduită în adăposturi, deși profesioniștii din domeniul sănătății publice susțin că astfel de preocupări sunt umflate.
Probleme interne în adăposturile pentru persoane fără adăpost
Uneori există corupție și furt de către angajații unui adăpost, așa cum demonstrează un raport de investigație din 2011 al FOX 25 TV din Boston, în care un număr de angajați ai adăpostului public din Boston au fost găsiți furând cantități mari de mâncare pentru o perioadă de timp din bucătăria adăpostului pentru utilizarea lor privată și catering. Rezidenții au raportat că obiectele personale, cum ar fi lenjeria intimă, au fost furate de alți rezidenți în timp ce erau ocupați. 
Adăposturile pot deveni periculos de supraaglomerate atunci când prea mulți ocupanți au voie să intre în adăpost.

## Statele Unite ale Americii
În Statele Unite, „mișcarea adăposturilor” a început să crească semnificativ în anii 1970, când a existat o rată ridicată a șomajului, costurile locuințelor creșteau și persoanele cu boli mintale severe erau dezinstituționalizate.  În anii 1980, lipsa adăpostului devenea o „epidemie națională” în Statele Unite și ajuta profesioniștii să creeze adăposturi ca „paradisuri temporare”.  
Ocuparea adăposturilor s-a dublat mai mult la sfârșitul anilor 1980 și până în 2000. Statisticile din 2011 arată că „într-o anumită noapte din ianuarie 2010, 407.966 de persoane au fost găzduite în adăposturi pentru persoane fără adăpost, în locuințe de tranziție sau în străzi. În mod alternativ, închisorile au fost folosite pentru înscrierea la asistența medicală de către cetățenii din anumite state.
Adăposturile pentru persoane fără adăpost trebuie să ofere o varietate de servicii pentru diverși rezidenți. Adăposturile pentru persoane fără adăpost, cum ar fi La Posada Providencia din San Benito, Texas, pot găzdui și refugiați, în principal din Mexic , America Centrală și America de Sud. Adăposturi oferă, de asemenea, loc în caz de mobilizare a rezidenților care nu sunt capabili să folosească un adăpost sau care aleg să nu utilizeze un adăpost. 
Majoritatea adăposturilor așteaptă de obicei ca rezidenții să iasă dimineața și să meargă în altă parte în timpul zilei, întorcându-se pentru o masă de seară și să doarmă. În perioadele de vreme nefavorabilă, adăposturile pot oferi servicii în afara orelor normale.

### Bibliotecile din Statele Unite
Adăposturile pentru persoanele fără adăpost colaborează adesea cu alte organizații pentru a sprijini și ajuta persoanele fără adăpost să își îmbunătățească situația, inclusiv cu bibliotecile. Acestea colaborează adesea cu coaliția pentru a acorda un card temporar de bibliotecă membrilor coaliției pentru persoanele fără adăpost care pot folosi un adăpost ca adresă locală. Acest lucru are scopul de a oferi noilor utilizatori oportunitatea de a utiliza serviciile informatice, cărțile, programele și multe altele pe care le oferă biblioteca.

## Vezi
- protecție civilă
- managementul situațiilor de urgență
- bancă de alimente
- drepturile omului